# يوزف كوالسكي
يوزف كوالسكي (بالبولندية: Józef Kowalski)‏ هو عسكري بولندي، ولد في 2 فبراير 1900 في Smerekivka ‏ في أوكرانيا، وتوفي في 7 ديسمبر 2013 في Tursk, Lubusz Voivodeship ‏ في بولندا.